# Mathurin Jacques Brisson
Mathurin Jacques Brisson (Fontenay-le-Comte, 1723. április 30. – Párizs, 1806. június 23.) francia zoológus, kísérleti fizikus és természettudományi filozófus. Zoológiai szakmunkákban nevének rövidítése: „Brisson”.

## Életútja
Brisson a franciaországi Fontenay-le-Comte községben született. Élete első felét, Brisson a természetrajznak szentelte. 1756-ban és 1760-ban két műve is megjelent, a „Le Règne animal” és az „Ornithologie”. 1759-ben a Francia Természettudományi Akadémia tagja lett.
René Antoine Ferchault de Réaumur halála után, akinek Brisson asszisztense volt, Brisson lemondott a természetrajzról, és először Navarrában, aztán Párizsban természettudományi filozófusnak nevezték ki. Életének ebben a szakaszában, 1787-ben jelent meg a legismertebb műve, a „Pesanteur Spécifique des Corps”. E mű mellett, Brisson még kiadott néhány könyvet és egyéb írást a természettudományi filozófiáról, amelyeknek köszönhetően korának egyik neves tudósa lett.
Mathurin Jacques Brisson a Párizs melletti Croissy-sur-Seine nevű községben halt meg.

## Művei
- Regnum animale in classes IX distributum sive Synopsis methodica. Haak, Paris, Leiden, 1756–62
- Ornithologia sive Synopsis methodica sistens avium divisionem in ordines, sectiones, genera, species, ipsarumque varietates. Bauche, Paris, Leiden, 1760–63
- Supplementum Ornithologiæ sive Citationes, descriptionesque antea omissæ & species de novo adjectæ, ad suaquaque genera redactæ. Paris, 1760
- Lettres de deux Espagnols sur les manufactures. Vergera, 1769
- Dictionnaire raisonné de physique. Thou, Paris, 1781–1800
- Observations sur les nouvelles découvertes aërostatiques. Lamy, Paris, 1784
- Pesanteur spécifique des corps. Paris, 1787
- Traité élémentaire ou Principes de physique. Moutard & Bossange, Paris, 1789–1803
- Trattato elementare ovvero Principi di fisica. Grazioli, Florenz, 1791
- Die spezifischen Gewichte der Körper. Leipzig, 1795
- Suplemento al Diccionario universal de física. Cano, Madrid, 1796–1802
- Principes élémentaires de l'histoire naturelle et chymique des substances minérales. Paris, 1797
- Anfangsgründe der Naturgeschichte und Chemie der Mineralien. Mainz, 1799
- Instruction sur les nouveaux poids et mesures. Paris, 1799
- Éléments ou Principes physico-chymiques. Bossange, Paris, 1800
- Elements of the natural history and chymical analysis of mineral substances. Ritchie, Walker, Vernor & Hood, London, 1800
- Tratado elemental ó principios de física. Madrid, 1803/04.

## Mathurin Jacques Brisson által alkotott és/vagy megnevezett taxonok
Az alábbi linkben megnézhető Mathurin Jacques Brisson taxonjainak egy része.

## Fordítás
- Ez a szócikk részben vagy egészben  a   Mathurin Jacques Brisson című angol Wikipédia-szócikk fordításán alapul.  Az eredeti cikk szerkesztőit annak laptörténete sorolja fel. Ez a jelzés csupán a megfogalmazás eredetét és a szerzői jogokat jelzi, nem szolgál a cikkben szereplő információk forrásmegjelöléseként.